# Đường dẫn truyền thần kinh

Một đường dẫn truyền thần kinh kết nối một phần của hệ thống thần kinh với một phần khác bằng cách hợp các sợ trục lại tạo thành bó (tract). Bó thị giác của thần kinh thị giác là một ví dụ về bó thần kinh vì nó kết nối mắt với não; các đường bổ sung trong não kết nối với vỏ thị giác.

Đường dẫn truyền thần kinh là một kết nối được hình thành bởi các sợi trục chiếu từ các nơ-ron để tạo ra synapse lên các nơ-ron ở một vị trí khác, để cho phép tín hiệu được gửi từ một vùng của hệ thần kinh đến một vùng khác. Các nơ-ron được nối với nhau bằng một sợi trục hoặc bởi một bó sợi trục được gọi là dây thần kinh (hay còn gọi là dải, fasciculus). Các bó thần kinh ngắn được tìm thấy trong chất xám trong não, trong khi các bó dài hơn, được tạo thành từ sợi trục có bao myelin, tạo thành chất trắng.
Ở hồi hải mã có các đường dẫn truyền thần kinh liên quan gồm: đường xuyên (perforant pathway), cho nhánh kết nối từ vỏ não  đến hồi răng và tất cả các diện CA của hải mã (bao gồm cả CA1), và lớp sợi nền (subiculum).